# 365 ljósvakamiðlar
365 ljósvakamiðlar är ett isländskt medieföretag som sänder tv och radio över hela Island. Företaget är ett dotterbolag till 365 miðlar, Islands största privatägda medieföretag. Företaget driver även webbplatsen Vísir.is, landets största webbportal med tjänster för bland annat gratis e-post.

## TV-kanaler
- Stöð 2
- Stöð 2 Sport
- Sirkus

## Radiokanaler
- Bylgjan
- FM957
- Létt 96,7